# Brecha digital en Bolivia
La brecha digital en Bolivia se refiere a la diferencia en el acceso y conocimientos de uso de las nuevas tecnologías en ese país. Se suele determinar en base a diferentes criterios, por ejemplo, económicos, geográficos, de género, edad o entre diferentes grupos sociales.
Dentro del informe del Desarrollo Humano de Bolivia del PNUD, de 2004, se llevó a cabo un análisis cuantitativo de los perfiles de los usuarios de Internet, identificando las desigualdades existentes en este ámbito por: edad, nivel socioeconómico, urbanización y pertenencia étnica. Dicho reporte indicaba que el uso de internet en Bolivia era significativamente más bajo entre los ciudadanos pobres, rurales o que habitaban zonas periféricas, indígenas y de mayor edad.

## Dimensiones
Geográficas
Las brechas están asentadas principalmente por área geográfica y condición socioeconómica. La diferencia de conectividad entre el segmento urbano no pobre, y en el otro extremo el segmento rural pobre, es de casi 55%. Es decir, que mientras en el primer segmento 80% usa Internet, en el segundo solo el 26%. Existen además brechas de género y generacionales, que deben tomarse en cuenta a la hora de diseñar políticas de conectividad en el país.
Educacionales
Las brechas digitales más visibles en Bolivia son en lo respectivo a la educación, en donde los colegios particulares tienen buena cobertura de las TIC; el 85% cuenta con computadores y el 40% de ellos están conectados a Internet. En los establecimientos públicos, en cambio, sólo el 13% cuenta con ordenadores y casi ninguno cuenta con acceso a Internet.
Económicas
Se resalta el bajo nivel de ingreso de la población y su desigual distribución, pues son pocos los ciudadanos que pueden acceder a los servicios telefónicos, adquirir computadoras y realizar compras en línea. También se resalta la baja dotación de la infraestructura de telecomunicaciones y los factores socioculturales.   
Brecha étnica
Gran parte de la población habla un idioma diferente al castellano, a saber, 28% de la población habla Quechua y un 18% Aimara. Adicionalmente, en el país se hablan otros 30 idiomas indígenas. Esto dificulta el acceso a las TIC por parte de esa población, debiéndose realizar esfuerzos sustanciales en cuanto a los contenidos expresos a enseñar.      

## Diferencias con otros países de la región
Las personas de Bolivia aún no tienen acceso pleno a redes de fibra óptica, las conexiones ADSL y VDSL muestran importantes avances, pero cada vez se saturan más y su infraestructura no abastece. El internet móvil ofrece velocidades adecuadas pero el costo es alto. Aun con estos datos la población usuaria de internet en Bolivia, que representa el 67,5% de la población mayor a 14 años, permanece por debajo de la media de América Latina y el Caribe y mucho más distantes del alcance de países de la OCDE que bordea el 80 por ciento de todos sus ciudadanos.
Comparativamente, aunque Bolivia se está acercando a los países vecinos en la proporción de la utilización global, tiene todavía mucho rezago en la intensidad y la complejidad de su uso: sólo 16% de usuarios diarios frente a casi el 40% en Argentina, Chile o Costa Rica.
Antecedentes de las brechas digitales en Bolivia
Bolivia es un país donde la modernización infraestructural-tecnológica y la movilidad social son fenómenos recientes. El gobierno central está recolectando regularmente datos básicos sobre el uso de Internet en la Encuesta Nacional de Hogares anual que levanta el Instituto Nacional de Estadística (INE).
En el Censo sobre el acceso y el uso de Internet en Bolivia, realizada por primera vez en el año 2015, se recogió información sobre la conectividad en los hogares, la cual no permite estimar el acceso total de los bolivianos a ese medio, debido a que no considera otros medios de conectividad como móviles o locales públicos.
Los perfiles dentro de las brechas digitales
Bolivia posee problemas de infraestructura tecnológica que impiden un mayor desarrollo del sector en el país; a balances institucionales; a descripciones de las políticas públicas más adecuadas o a estudios de caso de experiencias puntuales de uso de estas tecnologías en iniciativas de desarrollo.
Sin embargo, los ensayos y encuestas iniciales concluyeron en un perfil del internauta boliviano como joven, masculino, de nivel socioeconómico alto y medio-alto, urbano y habitante del eje La Paz - Cochabamba - Santa Cruz. Todo esto expresaba un panorama de notorias desigualdades por lugar de residencia y clase socioeconómica. La principal razón de esa segmentación era el muy bajo desarrollo de la conectividad, que ni siquiera llegaba a todo el territorio urbano; el alto costo de las conexiones domiciliarias y la ausencia de opciones públicas (en escuelas o centros comunales) que prestan adecuadamente el servicio.
Existe relación entre la brecha digital y los rasgos de desigualdad social preexistentes, pero no es absolutamente lineal, ya que hay matices significativos, algunos de ellos son explicados por la creciente expansión de las experiencias digitales entre los jóvenes, y además por el uso diferenciado. según su condición social y de género.
En el caso de Bolivia, la información más precisa que permite medir las conexiones dentro del país proviene de la Autoridad de Regulación y Fiscalización de Telecomunicaciones y Transportes (ATT). Hasta diciembre de 2020, la ATT calculaba 10.909.280 conexiones a Internet de diversos tipos; las conexiones pasaron rápidamente de alrededor de dos millones a casi once. Esto debido a la irrupción de las plataformas digitales, lo que llevó a un abaratamiento en los costos. A fines de 2020, el 91,37% de las conexiones se concentraban en algún tipo de tecnología móvil.

## Principales exclusiones digitales
Exclusión por cobertura: Las zonas rurales y las periurbanas no tienen acceso a conexiones a internet de calidad cableadas. Apenas, el 3% de los 330 municipios tienen acceso a internet cableado, e incluso importantes áreas urbanas no tienen cobertura por falta de oferta de las empresas proveedoras del servicio básico de telecomunicaciones.
Exclusión por calidad del servicio de internet: La baja calidad del actual servicio de internet tiene relación con el tiempo que los bolivianos dedican a “esperar” por una descarga de 1 MB de información, lo que se traduce en largas esperas por recopilar información simple en la web.

## Consecuencias
La discriminación tecnológica constituye una forma de pobreza y exclusión social, al privar a una parte de la ciudadanía de recursos esenciales para desarrollarse y generar riqueza.
Incomunicación y aislamiento
Los habitantes de áreas remotas a las que no llega Internet están incomunicados. Algo parecido les ocurre a los residentes de zonas urbanas que viven desconectados al provocar aislamiento social.
Barrera al estudio y al conocimiento
La crisis del coronavirus ha mostrado los efectos de la brecha digital en la educación: profesores y alumnos carecen de la tecnología y las competencias digitales suficientes. También aumenta la ignorancia al limitar el acceso al conocimiento.
Se basa en la limitación o falta de posibilidad que las personas tengan acceso a las diferentes herramientas que proporciona la red. En los últimos tiempos, se ha integrado en el concepto de brecha digital las posibilidades de utilizar la tecnología no solamente para acceder a la información, el conocimiento sino también a un nuevo modo de educación y para aprovechar de las “nuevas oportunidades” como el desarrollo de los negocios, la atención médica en línea, el teletrabajo, el disfrute de nuevas formas de entretenimiento y ocio.
Acentúa las diferencias sociales
El analfabetismo digital disminuye las opciones de encontrar trabajo o de acceder a un empleo de calidad, lo que repercute negativamente en la economía de los trabajadores.
Calidad e inversión en telecomunicaciones
En 2018 el aporte de este servicio fue de 5.450 millones de bolivianos (763,3 millones de dólares) frente a los 4.719 millones de bolivianos (664,6 millones de dólares) del año anterior.
El país busca ahora avanzar en servicios de Internet con la construcción de una salida de fibra óptica hacia el Pacífico, a través de un acuerdo que firmó con Perú. En total se esperan ser implementados 2.200 kilómetros de fibra, de los cuales 1.024 kilómetros corresponden al tramo terrestre y el resto al tendido submarino. El objetivo principal de la implementación de esta medida es mejorar la calidad y bajar los precios del Internet en el país boliviano.